# 最果てで君を待つ扉
最果てで君を待つ扉（さいはてできみをまつとびら）はテーブルトークRPG(TRPG)『ナイトウィザード』のリプレイ作品。2007年に発売されたナイトウィザードのサプリメント『リーチ・フォー・ザ・スターズ』に書き下ろし作品として掲載された。
リプレイの執筆はゲームマスターでもある伊藤和幸が担当。イラスト担当はみかきみかこと石田ヒロユキ。

## 概要
ナイトウィザードの書籍判サプリメント併載リプレイ第4弾。リプレイが掲載されたサプリメント『リーチ・フォ・ザ・スターズ』は、『パワー・オブ・ラブ』に続くナイトウィザードのファンブック第二段ということで、『パワー・オブ・ラブ』と同じくリプレイに関連するボイスドラマが付属している。
このボイスドラマ「最果ての数式」はリプレイ「最果てで君を待つ扉」のサイドストーリーになっており、両方を参照して初めて物語の全貌がわかる仕組みになっている。本項目ではこのボイスドラマについても併せて解説する。
リプレイとボイスドラマ共に、七徳の宝玉のひとつ「希望の宝玉」と魔王アゼル＝イブリスをめぐる物語となっており、その結末はアニメ版でも語られるマジカル・ウォーフェアへと繋がっていくことになる。
リプレイのプレイヤーは声優の矢薙直樹と植田佳奈、F.E.A.R.の菊池たけしと矢野俊策である。

## あらすじ
七つ全てを集めるとあらゆる願いが叶うという七徳の宝玉。そのうちの一つ「希望の宝玉」が魔王たちに奪われた所から物語は始まる。
勇者として生まれた16歳の少年「桜間流」には、幼い頃に交わした大切な約束があった。それは幼馴染だった「紅樹星」と流星雨の下でした約束。
「ボクより多分、星の方が強いけど、ボクが星をずっと守るよ」
しかしその約束は星の引っ越しにより果たすことができなかった。それから10年。輝明学園秋葉原分校高等部に通っていた流のもとに、その紅樹星が転校してきた。10年のブランクと互いの照れのために距離をおいた不自然な関係になってしまう二人。そんな不器用な二人の関係はある事件をきっかけに大きく動き出すことになる。
魔王のミスで100に分裂した「希望の宝玉」が勇者である流の100の可能性を100体の流として具現化したのだ。秋葉原の各地で互いに殺しあいを始める流の分身たち。その中の最後の勝利者が流の未来の姿になってしまうのだという。そしてその100の可能性の中に「世界を滅ぼす運命を背負う紅樹星を殺す未来」が存在していた。
そして明らかになっていく紅樹星の「世界を滅ぼす力」。彼女は魔王アゼル＝イブリスの持つプラーナ吸収能力をなぜか有していたのである。その能力は加速度的に強化されていき、星の周囲の人物の存在を消していく。このままでは世界そのものも消えるかもしれない。
それを止めるべく星の命を狙う「世界を滅ぼす運命を背負う紅樹星を殺す未来」の桜間流の分身。さらにそこに「世界を滅ぼすことを受け入れてでも紅樹星を守る未来」の桜間流の分身が魔王の支援を受けて介入し、事態は混迷を極める。その中でオリジナルの桜間流はこの世界と星の両方を救う自分だけの可能性を信じ、「希望の宝玉」が作り出した未来の可能性に対して戦いを挑むことになる。

## 登場人物

### プレイヤーキャラクター
プレイヤーによって操作するキャラクター。PC。名前の横にカッコで記述されているのはプレイヤー名である。キャラクタークラスについてスラッシュで複数かかれている場合はマルチクラスおよびクラスチェンジによりクラスを複数有していることを表す。キャラクタークラスの横のレベルはそのリプレイ開始時のものである。
属性についてはスラッシュをはさんで左側が第一属性、右側が第二属性となる。
桜間流（おうま ながれ、矢薙直樹）
キャラクタークラス：勇者/強化人間 (Lv.4)
PC番号：PC1
属性：〈地〉 / 〈風〉
解説：輝明学園秋葉原分校高等部に通う16歳の少年。幼い頃から勇者として育てられてきた生まれながらのウィザード。
子供の頃に紅樹星と友達になった時、彼女を守ると約束したのだが、彼女が突然転居してしまったことにより、人間不信の少し暗い性格となってしまっている。
今作のオープニングで流と星は10年ぶりの再会をする事になるが、星の徹底的にクールな性格により無視同然の扱いを受けてしまい、むしろ作中で暗い性格は加速されてしまっている。しかしそれでも星が世界の危機に関わることが判明してからは、星を守る約束を果たすために必死になる。
彼が勇者として生まれたのは、16年前に予定されていた魔王アゼル＝イブリスの復活に世界結界が対処したためである。そのため流のプラーナはアゼルに対して「毒」となる性質を持っており、直接的にアゼルを殺すことができる数少ない存在でもある。しかし希望の宝玉が100に分裂したことで世界を救うはずだった流の「未来の可能性」が勝手に自己主張を始め、オリジナルの流の未来を本人の意志と無関係なところで決定しようとしている。
紅樹星（あかぎ せい、植田佳奈）
キャラクタークラス：転生者 (Lv.4)
PC番号：PC2
属性：〈火〉 / 〈風〉
解説：両親の仕事の都合で、子供の頃から世界各地を転居してきた少女。ウィザードとしては遺産「ゲイボルグ」を操り前衛で戦う。両親もウィザードであり対エミュレイター用兵器の発明家。
性格はいわゆるツンデレ。しかもデレ期がほとんど訪れない硬派なツンである。桜間流とは幼馴染だが、クールでそっけない性格は幼いころから変わっていなかった。10年ぶりに再会したときも流に対しては何の関係もない他人のように振る舞い、流にショックを与えていた。しかしこれは星なりの照れ隠しでもあったらしい。10年前に流に「ボクが星を守る」という約束を受けているが、ゲーム中はあまりにもプレイヤーのダイス運が良すぎたため、彼女を守って活躍するはずの流の影が薄くなってしまっていた。
リプレイ中盤では魔王アゼル＝イブリスが持つプラーナ吸収能力が星の中で突如発現したことにより、星の周囲の親しい人物が星にプラーナを吸収されその存在が消えてしまっていくという悲劇に見舞われる。
名前の元ネタはアカギから。ネーミングの理由は植田佳奈がアカギ好きなだけであり、特に深い意図はないようである。
実は希望の宝玉の暴走で因果事象の彼方へと消えてしまったアゼルが転生した姿であり、彼女の人格はまやかしのものでありアゼルが見ている夢にすぎない。16年の時が経つことにより星の中のアゼルの意識が目覚めようとしたことで、アゼルの持つプラーナ吸収能力が発現してしまっているのである。この事実に絶望して打ちひしがれ、自らが死ぬことで世界を救おうとまで覚悟した星であったが、最終的には流の中にある対アゼル用のプラーナによって星の中のアゼルを押さえ込むことに成功。さらに星の中のアゼルを完全消滅させるリスクを恐れたベルがアゼルと星を切り離すことにより、星は一人の人間として存在できるようになった。
ノーチェ（矢野俊策）
キャラクタークラス：吸血鬼/魔術師 (Lv.6)
PC番号：PC3
属性：〈冥〉 / 〈虚〉
解説：イタリアはポンペイ出身の吸血鬼。外見はゴスロリファッションに身を包んだ13歳の美少女。形だけでも傭兵らしくなるためにと語尾に「～であります」をつけており、プリプレイでは菊池たけしから「ケロロ軍曹にしか見えなくなってきた」とツッコミを入れられていた。
性格はかなりマヌケなのだが、これは先祖代々受け継がれている性格で由緒正しいおバカ娘らしい。
一族揃ってうっかり属性らしく（祖先にはうっかり火山の噴火に巻き込まれて死んだ者もいた）、それが祟って経済的に破綻しかかっている。そのため現在は絶滅社の傭兵として出稼ぎを行っている。
戦闘もできるが、調査の方が得意。不思議な水晶玉を持ち歩いており、これで様々な物事を知ることができる。
名前の元ネタはイタリア語で夜を意味する「ノーチェ」から。
のちにリリースされたキャンペーンシナリオ集『オーバーナイト』にもNPCとして登場している。
水樹天竜（みずき てんりゅう、菊池たけし）
キャラクタークラス：使徒 (Lv.3)
PC番号：PC4
属性：〈天〉 / 〈地〉
解説：「ロンギヌス」のメンバー。見た目は少年だが、使徒であるため実年齢は二万歳ほど。
現在はアンゼロットに仕えているが、理不尽にこきつかわれる日々に嫌気が差しており、自らが本当に仕えるべき真の主を探している。今作では桜間流に主人としての素質を感じたようだ。口調は奇妙なほど丁寧で、後方支援を得意とする。
名前の元ネタは日本の軽巡洋艦から。ネーミングの理由は菊池たけしが日本海軍好きなだけで、特に深い意図はないようである。
リプレイのエンディングでは、世界の危機を乗り越えた流には自分は必要ないとして、アンゼロットの使徒を続けている。

### ノンプレイヤーキャラクター
GMが操作するキャラクター。NPC。
アゼル＝イヴリス
“荒廃の魔王”の二つ名を持つ魔王。あらゆるものから自分の意志に関係なくプラーナを吸収するため、裏界でも忌み嫌われている魔王。
今作のキーパーソンであるが、紅樹星に転生しているためオープニングとエンディング以外に出番がない。オープニングにいたアゼルがなぜ同時代に存在する紅樹星に転生しているのかはリプレイでは語られず、ボイスドラマの方で語られることになる（ナイトウィザードの転生は時間軸を超越するため、転生前と転生後が同時期に存在する事はありえない事態ではない）。
アルファ
「希望の宝玉」により作り出された桜間流の未来の可能性が具現化した姿の一つ。桜間流と同じ姿をしている。アルファは「星を殺して世界を救う可能性」であり、星の命を狙っている。
自分の可能性を49%にまで高めたが、可能性を51%まで高めたベータとの戦いに敗れた。
ベータ
「希望の宝玉」により作り出された桜間流の未来の可能性が具現化した姿の一つ。桜間流と同じ姿をしている。ベータは「世界を滅ぼしてでも星を救う可能性」であり、魔王ベール＝ゼファーの支援を受けている。
可能性同士の戦いにおいて最終的に勝利した可能性。運命を決定する「希望の宝玉」の本来の力を発揮することができる。ベータの示す未来を否定したオリジナルの桜間流は「希望の宝玉」そのものであるベータに戦いを挑むことになる。
ガンマ
「希望の宝玉」により作り出された桜間流の未来の可能性が具現化した姿の一つ。桜間流と同じ姿をしている。ガンマは「世界も星も救って、星が人間として生きていける未来を生み出す可能性」であり、実現の可能性が極端に薄いために可能性の固体としては最弱となる。PCたちはガンマの未来を実現させるべく、ガンマを可能性の戦いの勝利者にしようとする。
PCたちに保護されたガンマは流がアゼルに対して毒になるプラーナの持ち主であることを教えた。しかしその直後にガンマは紅樹星のプラーナ吸収能力の犠牲となって消えてしまう。これは紅樹星がガンマの存在に発作的に恐怖を感じ、この可能性を消さなくてはならないという強い感情を抱いていたためである。これは星の中にいるアゼルが星の深層意識に働きかけた結果でもある。リプレイ中では単純にアゼルが消滅を恐れて星を操ったようにも読めるがその真相はもっと深い。これについてはボイスドラマで判明する。ガンマ消失後はオリジナルの流がガンマの意思を継ぎ、宝玉の未来に頼るのでなく逆に立ち向かうことを決意する。
ベール＝ゼファー
悪徳の七王の一柱である裏界帝国第二位の魔王。爵位は大公で古代神の一柱でもある。二つ名は“蝿の大公”。今作でも人間形態である「ベル・フライ」の現し身の姿で登場。
世界を滅ぼす可能性であるベータを支援しており、ベータを可能性の戦いに勝たせるべく様々な暗躍を行う。
ベータがPCたちに敗北した後は、星の中のアゼルが流の力によって消えてしまうことを恐れ、大いなる者（古代神に類する存在であることを表すキャラクタークラス）の能力である《小さな奇跡》によって星とアゼルが分離し、二人とも助かることになる。ベルが世界を滅ぼす結果を生み出す可能性自体は複数あるのにベルがベータを支援する理由やベルとアゼルの関係などはボイスドラマで判明する。
アンゼロット
ナイトウィザードリプレイではおなじみの第八世界ファー・ジ・アースの守護者。地球を守る女神である。
世界を守るためならばあらゆる犠牲を辞さないことで知られているが、今作でも表向きはPCたちを支援しているものの、いざとなったらアルファを支援して星を殺すことで世界を救うつもりであった。
久枝文音（ひさえ ふみね）
桜間流のクラスメートで、転校してきた紅樹星のはじめにできた友達。流や星とは対極のおしゃべりで明るい女の子で、流と星の間に入って二人のぎくしゃくした関係を緩和してくれる人物でもある。星にとっては流と同等以上の大切な存在になりつつあったが、その近しさゆえに星のプラーナ吸収能力の犠牲になって消滅してしまう。
最終的には一連の事件そのものがなかったことになったため、他の消滅した人物ともども復活している。
リオン＝グンタ
“秘密侯爵”の二つ名を持つ魔王。爵位は侯爵。あらゆる秘密を知っている書物を持つ。ベール＝ゼファーと行動をともにしているが、リプレイ中では完全な脇役でまともなセリフもない。しかしボイスドラマではベルにスポットが当たっていることもあり、活躍を見せる。

### その他の登場人物・用語など
希望の宝玉
七つ集めると願いが叶う宝玉「七徳の宝玉」のうちの一つ。この宝玉が司る「希望」とは「未来の可能性」のことであり、望む未来を作り出すことができる力を持つ。しかし宝玉はある理由から100に砕け、さらにそれがなぜか桜間流の100の未来像を作り出した。宝玉に関して何が起こってこのような現状が生み出されたのかはボイスドラマで語られるため、リプレイだけでは把握することができない。
リプレイの最後で宝玉は一つに戻るが再びどこかへ飛んでいってしまい、ウィザードや魔王たちの宝玉争奪戦は以降も続くことになる。アニメ版「ナイトウィザード The ANIMATION」においては、第9話にて土星の輪の中で再度発見される。
可能性の戦い
「希望の宝玉」が生み出した桜間流の100の未来の可能性は桜間流の姿をとり具現化した。100体の流の分身はそれぞれ1%ずつの可能性の力を持っているが、ある流の分身が別の分身を殺すことで相手の可能性の力を全て奪うことができる。この殺し合いの果てに最後に残った分身が持つ可能性が桜間流の未来として決定される。オリジナルの桜間流ははじめはこの宝玉が決定する未来を自分の好むものにしようとしていたが、最終的に宝玉がもたらす未来を否定し、自分の未来を自分でつかみとる決意をするに至る。

## ボイスドラマ
付属の音楽CDに収録されたボイスドラマ「最果ての数式」は今作リプレイのサイドストーリーである。魔王ベール＝ゼファーを主人公に魔王たちの視点から今作の物語の真相が明かされることになる。

### あらすじ
魔王ベール＝ゼファーが手に入れた「希望の宝玉」。未来の可能性から望むものを引き出すこの宝玉の力を利用して、ベルはファー・ジ・アースを崩壊させる計画を立てることにした。
それは"荒廃の魔王"と呼ばれるアゼル＝イブリスを利用するもの。あらゆるプラーナを吸収する能力があるゆえに裏界でも孤独を強いられているアゼルであるが、ベルは「アゼルがその力を持って地球のプラーナを吸い尽くす可能性」を顕現させようとしたのだ。
しかし、その計画はアクシデントにより失敗。アゼルは因果事象の彼方へと消えてしまい、その結果16年前の世界で一人の人間として転生してしまうことになる。そのことをリオン＝グンタにより知らされたベルは、現在16歳の少女として過ごしている「紅樹星」をアゼルとして覚醒させることを計画する。
しかし、アゼルの転生と同時に、アゼルによる世界崩壊の可能性を止めるべく一人の勇者が生み出されていた。その名は桜間流。星の中でアゼルが覚醒することになる16年後、世界結界は「希望の宝玉」の力で桜間流がアゼルによる世界崩壊を止める可能性を顕現させた。しかしその宝玉はアゼルが消えたときのアクシデントにより100個に分割されていたために、流の未来の可能性も100に分裂し争いを始めたのである。
ベルはこの「可能性の戦い」において最も自分の都合の良い可能性「ベータ」を支援し、「世界を滅ぼす魔王としてアゼルが復活する可能性」を実現させようとする。しかし、そのとベルの計画に別の魔王が干渉してきたのである。その名は“東方王国の王女”パール＝クール。パールはベルとは全く別の流の可能性「オメガ」を支援し、全ての状況をひっくりかえそうと画策する。
流の分身同士の可能性の戦いの中で行われるベルとパールの暗闘。そしてその両方から世界を守るため、赤羽くれは、真壁翠、エヴィ＝アンの三人のウィザードたちが奮闘する。リプレイの背後で行われていた世界を揺るがす戦いが今描かれる。

### キャラクター
括弧内は声優名。
ベール＝ゼファー (後藤邑子)
ゲーム感覚で世界を滅ぼすことを好む裏界の魔王。アゼルを利用してアゼルの中にある世界を滅ぼす可能性を固定化させるべく、秋葉原を舞台にした「桜間流の可能性の戦い」に参戦。ベータを支援して奮闘する。
裏界で孤独に過ごしていたアゼルと接触し、友達になることでアゼルを利用した。しかし、アゼルに対しては本当に親愛の感情もあったようで、それがリプレイにおいて星を助けた動機にもなっている。
アゼル＝イヴリス (植田佳奈)
プラーナを無限に吸収する危険な能力を持つ魔王。その力はアゼル本人にも制御できないため、裏界を滅ぼす可能性があるとして何もない荒野に隔離されている。ずっと孤独だったために、アゼルを利用しようと友好的に接してきたベルに利用されることを選んだ。
ベルはアゼルの中にある「世界を滅ぼす可能性」を具現化させるべく地球でアゼルに希望の宝玉を使わせたが、本来七つ揃わなくてはならない宝玉を無理に使ったことで宝玉は砕けそのショックでアゼルは因果事象の彼方へと消えてしまい、最終的に「紅樹星」という人間の少女に転生してしまう。「ナイトウィザード The ANIMATION」でもゲストとして登場している。
アゼル自体の自我は転生後は星の深層意識にありつづけ、星と人生をともにしている。アゼルにとって星が得た感情や思い出はアゼル自身のものにもなっており、ゆえにアゼルは星に強い感情移入をしており、星が救われる可能性をアゼルなりに模索していた。リプレイ中でガンマをアゼルが消し去ったのは、ガンマの真の可能性が「流がアゼルとともに消えることで、世界と星を救う可能性」だったからであり、アゼルと同時に流が消えてしまい、星が二度と這い上がれない絶望の淵に沈むことを嫌ったのである。
リオン＝グンタ (柚木涼香)
"秘密侯爵”の二つ名を持つ魔王。爵位は侯爵。何らかの利害が一致しているらしく今作ではベルと行動をともにしている。あらゆる秘密を知っている書物を持ち、宝玉の秘密をベルにもたらした。
あらゆる秘密を知っているというが、何の情報が欲しいか正確な質問をしないとそれを教えようとしないため、望む情報を聞き出すのは困難。「書物に書いてあるなら何故言わなかったのか」という問いに「だって聞かれなかったし」と返すのが口癖。のんびりした性格で非常につかみ所がないが、魔王らしく言動の一部にドス黒い悪意が垣間見えることがある。ベルはリオンの性格が苦手なようで、彼女の「危険が起こることを知っているくせに、危険に出会うまでそれを絶対に教えようとしない」という邪悪な性格に振り回され、からかわれ続けられており、ある意味でベルがもっとも調子を崩してしまう相手でもある。ベル曰く「秘密を知る力がなければ絶対に八つ裂きにしている」ような仲。今作でも独特のマイペースな言動でベルを翻弄している。
パール＝クール (名塚佳織)
“東方王国の王女”の二つ名を持つ魔王。爵位は超公（自称）。古代神の一柱。「裏界で一番強くて偉くて可愛い魔王」を自称しており、他の実力の高い魔王に対して激しく嫉妬している。
ベルの行動を監視していて、宝玉が砕けるときに「地球が滅びると同時に余波で他の魔王も滅びてパールだけが裏界の支配者になれる可能性」を仕込んでおいた。それはとても実現性の低い可能性であったが、「可能性の戦い」が起きたことでパールが仕込んだ可能性を強化することが可能になったのである。自身が仕込んだ可能性「オメガ」を支援し、世界を危機に陥れた。
アルファ (矢薙直樹)
「希望の宝玉」により作り出された桜間流の未来の可能性が具現化した姿の一つ。桜間流と同じ姿をしている。アルファは「星を殺して世界を救う可能性」であり、星の命を狙っている。ベータとは目的が相反するライバル同士だが、オメガに対しては共闘することになる。
ベータ (矢薙直樹)
「希望の宝玉」により作り出された桜間流の未来の可能性が具現化した姿の一つ。桜間流と同じ姿をしている。ベータは「世界を滅ぼしてでも星を救う可能性」であり、魔王ベール＝ゼファーの支援を受けている。アルファとは目的が相反するライバル同士だが、オメガに対しては共闘することになる。
オメガ (矢薙直樹)
「希望の宝玉」により作り出された桜間流の未来の可能性が具現化した姿の一つ。桜間流と同じ姿をしている。オメガは「世界を救うか星を救うかで迷ったあげく、答えを出せずに引きこもっているうちに世界が滅んでしまう可能性」である。かなり情けない可能性であり、さすがの桜間流といえどもそこまで決断力がないわけではないので、可能性としての力は低い。
しかしオメガはパールが希望の宝玉に仕込んだごく小さな可能性「世界が滅びると同時に余波で他の魔王も滅びてパールだけが裏界の支配者になれる可能性」を内包しており、それゆえにパールの支援を受けて他の可能性の分身を倒して力を吸い取ることになる。
他の分身から可能性を吸収する行為を「可能性を足すのでなく乗算する」という法則が植え付けられたパールの月匣の中で行ったため、281474976710656%という異常な力を持つ存在になった（これは2の48乗であり、そして2+48=50である）。そして全てを破壊する「黙示録の獣」となったが、最終的にオメガのパワーを構成している月匣のコアを壊すことで世界の危機は回避されることになる。
それ以外の桜間流の未来の可能性
「世界を救うために星を殺そうとするが、その前に交通事故で死んでしまい、星たちがどうなったかわからない可能性」シグマ
「星を救おうとするが、つい事情を話してしまって星が自ら命を絶ってしまい、世界が救われてしまう可能性」デルタ
「このままでは星も世界も救えないことを知って特訓するが間に合わずに星が殺され、絶望に打ちひしがれる余生を送った可能性」イプシロン
「星にフラれてしまい、世の中どうでもよくなって世捨て人となり、ある寒い雪の日にルーベンスの絵の前で天に召された可能性」イータ
「世界を救うために体を鍛えまくって打たれ強くなることにしか興味がなくなった可能性」ラムダ
「世界を救うために魔法への耐性を身につけようと山奥に入って行方不明になる可能性」ファイ
「世界を救うために星を殺した悲しみで世界を滅ぼす可能性」「大学受験に失敗してノイローゼになる可能性」「世界を滅ぼしたショックで女性を愛せなくなる可能性」（これらは名称不明）
上記の可能性の存在が作中で確認できる。
赤羽くれは (佐藤利奈)
輝明学園に通うウィザードで、赤羽神社の巫女。実力は確かだが結構のんびり屋なところがある。口癖は「はわっ」。
今作ではアンゼロットの命を受けてエヴィや翠とともに魔王たちの影を追うことになる。オメガとの最終決戦ではベルと共闘することになる。
真壁翠 (小島めぐみ)
輝明学園に通うウィザード。清純派を自称する三下っぽい貧乏少女。最後まで「オメガの可能性が281474976710656%になった理由」を理解できないなど、ちょっとおバカなところもある。
今作ではアンゼロットの命を受けてくれはやエヴィとともに魔王たちの影を追うことになる。
エヴィ＝アン (木下紗華)
ロンギヌスナンバーを持つ人狼のショタ系少年。ナンバーは09。アンゼロットの命を受けてくれはや翠とともに魔王たちの影を追うことになる。「今日が初陣で、明日が誕生日で恋人が約束の丘の上でパイナップルサラダを作って待っていてくれている」という、死亡フラグを山ほど立ててしまっている悲劇のキャラ。
そして、そのフラグ通りというべきか、（ギャグではなく）実際に死亡するというある意味離れ業をやってのけた。ただし、（公式設定というには微妙だが）ふぃあ通のボイスドラマ内において「あの後、生死判定に成功した」という理由で復活を果たしている。
アニー＝ハポリュー (小島めぐみ)
“知恵者”の二つ名を持つ魔王。爵位は公爵。古代神の一柱。森羅万象のあらゆる知識を持ちあらゆる問いに答えるインテリ魔王。宝玉の秘密を知っていた数少ない魔王の一人。
アゼルの力の危険性を恐れており、荒野に隔離していたアゼルを連れ出したベルを裏切り者として追う。
マルコ (坂本梓馬)
“狼の王”の二つ名を持つ魔王。爵位は侯爵。勝負ごとがとにかく好きな魔王。なぜか西方魔王弁でしゃべる。アニーとともにベルを追う。
アンゼロット (小暮英麻)
魔王たちから世界を守るべく奮闘する守護者。今作ではリプレイでの流と星の事件に加えて、パール、ベル、リオンの三魔王の同時出現にも対応しており、かなり多忙な対応に追われるはめとなった。
柊蓮司 (矢薙直樹)
言わずとも知れた「下がる男」。今回はアンゼロットに拉致されるわけでもなく、珍しく学校に来ていたが、流の可能性たちを探していたベルとくれはに流と間違われてボコボコにされた。
リプレイの方でもゲストとして少しだけ登場している。

### スタッフ
- 原作・監修 - 菊池たけし(F.E.A.R.)
- 脚本 - 丹藤武敏(F.E.A.R.)
- 音響監督 - 岩波美和
- 録音調整 - 天野龍洋(ヒロサウンドテクニック)、榎本慎一(ヒロサウンドテクニック)
- 録音助手 - 中西一仁(PP.NET)
- 編集 - 福島永里佳(ヒロサウンドテクニック)
- 音響監督・選曲 - 野崎博樹(ちゅらサウンド)
- マスタリングエンジニア - 山下裕康(ヒロサウンドテクニック)
- 録音スタジオ - i@studio戸越
- プロデューサー - 菊池たけし(F.E.A.R.)、護国寺聡(フリーマーチ)
- 進行管理 - 磯田暁生／F.E.A.R.
- 製作 - ファーイースト・アミューズメント・リサーチ

### 主題歌
オープニングテーマ『FLY INTO THE NIGHT』
作詞：江幡育子(ZIZZ STUDIO)／作曲：磯江俊道(ZIZZ STUDIO)／歌：小暮英麻
エンディングテーマ『月衣』
作詞：いとうかなこ／作曲：磯江俊道(ZIZZ STUDIO)／歌：いとうかなこ

## マジカル・ウォーフェア
『最果てで君を待つ扉』はナイトウィザードやセブン＝フォートレスのいくつかのリプレイをつなぐ大河物語「マジカル・ウォーフェア」の一編でもある。マジカル・ウォーフェアの時間軸では200X年の翌年3月の物語とされる。
今作はマジカル・ウォーフェアの本題である宝玉争奪戦の第一弾にあたるものである。今までごく一部の魔王にしか存在が知られていなかった「七徳の宝玉」の存在が明らかになり、特にベール＝ゼファーはこの宝玉を集めるため積極的に動くこととなる。この後、宝玉争奪戦の物語はリプレイ以外のメディアで描かれることになる。すなわち漫画『ヴァリアブルウィッチ』での「賢明の宝玉」、キャンペーンシナリオ集『オーバーナイト』での「節制の宝玉」の各争奪戦を経て、アニメ『ナイトウィザード The Animation』とそのノベライズ『柊蓮司と宝玉の少女』で、マジカル・ウォーフェアはクライマックスを迎える。

## 作品
- リーチ・フォー・ザ・スターズ（ISBN 978-4-7577-3349-7）
  - 新作シナリオ2本と当リプレイの他、用語集やファンコーナーがあった。付録CDドラマは、当リプレイの事件を魔王サイドで見た話である。